# Se mi vuoi sposami
Se mi vuoi sposami (Honky Tonk) è un film del 1941 diretto da Jack Conway che ha come protagonisti Clark Gable e Lana Turner. Fu il primo dei quattro film che i due attori avrebbero girato insieme, tutti e quattro prodotti dalla MGM.

## Trama
Caramelle Johnson è un truffatore senza troppi scrupoli. La sua vita nomade lo soddisfa finché un giorno non è egli stesso truffato da una ragazza che, mentre lui è in stato di ubriachezza, riesce a sposarlo nonostante il suo parere contrario.
Da quel momento Caramelle sembra voler cambiare vita, ma il richiamo dell’unico “mestiere che conosce” è più forte di ogni catarsi.
Clark Gable e Lana Turner protagonisti di questa commedia targata MGM e diretta senza incertezze da Jack Conway.

## Produzione
La lavorazione del film, prodotto dalla Metro-Goldwyn-Mayer (MGM) (Loew's Incorporated), durò da inizio giugno a metà agosto 1941.

## Distribuzione
Il copyright del film, richiesto dalla Loew's Inc., fu registrato il 12 settembre 1941 con il numero LP10727.
Hollywood Reporter riporta, nell'ottobre 1941, che il film fu il maggiore incasso tra tutti quelli prodotti quell'anno dalla MGM.